# شون بيري (ممثل)
شون بيري (بالإنجليزية: Sean Bury)‏ هو ممثل بريطاني، ولد في 15 أغسطس 1954 في برايتون في المملكة المتحدة.

## وصلات خارجية
- شون بيري على موقع IMDb (الإنجليزية)
- شون بيري على موقع قاعدة بيانات الفيلم (الإنجليزية)